# Simoxenops
Genre
Le genre Simoxenops regroupe deux espèces de passereaux d'Amérique du Sud appartenant à la famille des Furnariidae.
Alan P. Peterson inclut ces oiseaux dans le genre Syndactyla en précisant qu'il suit en cela la taxinomie proposée par Robbins MB & Zimmer KJ.

## Liste des espèces
D'après la classification de référence du Congrès ornithologique international (ordre phylogénique) :
- Anabate à bec retroussé (en) — Simoxenops ucayalae
- Anabate de Bolivie (en) — Simoxenops striatus